# Blumen (Deutsche Post)
Die Briefmarkenserie Blumen war eine Dauermarkenserie der Deutschen Post AG, die vom 3. Januar 2005 bis zum 3. Januar 2022 erschien. Einschließlich der letzten beiden Neuausgaben vom 3. Januar 2022 sind 66 Werte mit einem Gesamtnominalwert von 96,01 Euro erschienen; damit ist diese Serie die umfangreichste Dauermarkenserie der Deutschen Post AG. Sie wurde abgelöst durch die neue Dauermarkenserie Welt der Briefe.
Einige Werte wurden zusätzlich als selbstklebende Marken oder als Marken mit künstlichem Blumenduftstoff ausgegeben. Die Marken werden in Rollen mit unterschiedlichen Stückzahlen und in Kleinbogen emittiert. Ferner gibt es selbstklebende Marken als Rollenmarken in Marken-Boxen und als Marken-Sets in Form von Markenheftchen oder sogenannten Folienblättern.

## Ausgabeanlass
„Die Serie Blumen will die Menschen mit modernen und gleichzeitig zeitlosen Motiven auf die Schönheit und Vielfalt der Blumen in Gärten und freier Natur in Deutschland aufmerksam machen. Die farbenfrohen und stimmungsvollen Darstellungen sollen dazu beitragen, die in unserer hektischen Zeit oft kaum mehr wahrgenommenen kleinen Freuden des Alltags wieder neu zu entdecken und zu genießen.“

## Motiv
Jede Marke zeigt eine Blumenart. Die Marken sind von den Grafikern Stefan Klein und Olaf Neumann aus Iserlohn entworfen worden.
2007 veranstaltete die Deutsche Post unter den Postkunden erstmals einen Fotowettbewerb, um das Motiv einer neuen Marke zu finden. Aus über 50.000 Einsendungen ging das Foto einer Gartennelke von Mario Strasser als Sieger hervor. Dieses Motiv wurde am 9. Oktober 2008 veröffentlicht und hat einen Frankaturwert von 25 Eurocent.
Die Marken werden im Mehrfarben-Offsetdruckverfahren bei der Bundesdruckerei in Berlin auf gestrichenem weißen, fluoreszierendem Postwertzeichenpapier DP 2 in einer Größe von 21,5 × 30,13 mm hergestellt.

## Besonderheiten
- Wie bei allen Marken, die in Rollen und Bogen gedruckt werden, bilden waagerechte Paare und Randstücke der Marken ein besonderes Sammelgebiet, weil man an ihnen nachweisen kann, dass die Marken aus Bogen stammen.
- Seit Mitte der 1960er Jahre gab es immer zwei bundesdeutsche Dauermarkenserien. Eine Serie erschien nur in Bogen, die andere wurde in Rollen für Automaten und Postschalter ausgegeben (war aber für Sammler auch in Bogen erhältlich). Die Blumenausgabe ist alleinige Dauerserie, bricht also mit dieser Regel. Sie löste die beiden langlebigen Dauerserien Sehenswürdigkeiten und Frauen der deutschen Geschichte ab.
- Bisher waren die Dauerserien der Bundesrepublik immer ein- oder zweifarbig. Erstmals wird eine Dauerserie im aufwendigen Mehrfarben-Offsetdruck hergestellt.
- Nach der Posthornserie und Unfallverhütungsserie gibt es wieder eine Dauermarkenserie ohne speziellen Bezug zu Deutschland.
- Es gibt in der Serie zwei verschiedene Arten von selbstklebenden Marken:
  - Marken aus Markenheftchen („Marken-Set“)
  - Marken aus Rollen („Marken-Box“, für Geschäftskunden gedachte Box, aus der sich die Marken einzeln von einem Streifen abziehen lassen.) Wie bei den Schalterrollen hat jede fünfte Marke rückseitig eine Zählnummer.
- Am 1. März 2007 erschien ein Zusammendruck mit vier Werten zu 5 Cent, vier Werten zu 10 Cent und zwei Werten zu 20 Cent. Der Zusammendruck hat die Form eines Markenheftchenblatts, wurde aber einzeln ohne Schutzkarton ausgegeben. Da die Umrandung des Blatts ungezähnt ist, ergeben sich für die aufgeführten Marken neue Zähnungsvarianten: Alle Marken sind oben oder unten ungezähnt, je nachdem, ob sie aus der oberen oder aus der unteren Reihe stammen, ferner sind die Marken zu 20 Cent rechts ungezähnt und die beiden 5-Cent-Marken vom linken Rand sind links ungezähnt. Eine vergleichbare Ausgabe hat es bei der Deutschen Post noch nicht gegeben.
- Am 1. März 2010 erschien ein selbstklebendes Marken-Set mit 10 Briefmarken mit dem Motiv Gartenrose, welches, wenn man daran reibt, nach einer Rose duftet.
- Am 1. März 2011 erschien ein selbstklebendes Marken-Set mit 10 Briefmarken des Motivs Maiglöckchen, das, wenn man daran reibt, nach Maiglöckchen duftet.
- Auch in Österreich wurde zeitgleich von 2007 bis 2008 eine Dauermarkenserie mit Blumenmotiven verausgabt.

## Fälschungen
Spätestens seit 2009 sind professionelle Fälschungen der Marken zum Schaden der Post bekannt. Diese Fälschungen lassen sich über gewöhnliche Internetverkaufsplattformen und Auktionsseiten aus dem asiatischen Raum finden.

## Liste der Ausgaben
| Bild | Wert in Cent | Motiv              | Ausgabedatum  | Mi.-Nr. | ungezähnte Ausgaben                                                   | Rollengröße nassklebende Ausgabe | selbstklebende Ausgabe Michel-Nr., Ausgabedatum, Herkunft                                                                                                   |
| ---- | ------------ | ------------------ | ------------- | ------- | --------------------------------------------------------------------- | -------------------------------- | --- |
|      | 5            | Krokus             | 11. Aug. 2005 | 2480    | links und oben ungez. oben ungez. links und unten ungez. unten ungez. | 200, 500                         | – |
|      | 5            | Phlox              | 13. Apr. 2017 | 3296    | –                                                                     | 200, 500                         | 3459, 4. April 2019, Markenset mit 10 Marken |
|      | 10           | Tulpe              | 8. Sep. 2005  | 2484    | oben ungez. unten ungez.                                              | 200, 500                         | – |
|      | 10           | Winterling         | 8. Juni 2017  | 3314    | –                                                                     | 200, 500                         | 3430, 18. Dezember 2018, Markenset mit 10 Marken |
|      | 15           | Wiesenschaumkraut  | 18. Dez. 2018 | 3424    | –                                                                     | 200                              | 3431, 18. Dezember 2018, Markenset mit 10 Marken |
|      | 20           | Tagetes            | 7. Juli 2005  | 2471    | rechts und oben ungez. rechts und unten ungez.                        | 200, 500                         | – |
|      | 20           | Hasenglöckchen     | 8. Juni 2017  | 3315    | –                                                                     | 200, 500                         | 3432, 18. Dezember 2018, Markenset mit 10 Marken |
|      | 25           | Malve              | 2. Juni 2005  | 2462    | –                                                                     | 200, 2000, 10000                 | 2513, 2. Januar 2006, Rolle |
|      | 25           | Gartennelke        | 9. Okt. 2008  | 2694    | –                                                                     | 200, 2000, 10000                 | 2699, 9. Oktober 2008, Rolle |
|      | 28           | Tausendgüldenkraut | 3. Juli 2014  | 3088    | –                                                                     | 200                              | 3094, 3. Juli 2014, Maxirolle mit 500, 5.000 oder 10.000 Marken                                                                                             |
|      | 30           | Taglilie           | 2. Jan. 2020  | 3509    | –                                                                     | 100                              | 3516, 2. Januar 2020, Maxirolle mit 500, 5.000 oder 10.000 Marken                                                                                           |
|      | 32           | Schneeglöckchen    | 3. Jan. 2022  | 3655    | –                                                                     | –                                | 3662, 3. Januar 2022, Maxirolle mit 5.000 Marken |
|      | 35           | Dahlie             | 2. Jan. 2006  | 2505    | –                                                                     | 200, 2000                        | 2514, 2. Januar 2006, Rolle |
|      | 37           | Rotklee            | 3. Jan. 2022  | 3656    | –                                                                     | –                                | 3663, 3. Januar 2022, Maxirolle mit 5.000 Marken |
|      | 40           | Leberblümchen      | 8. Sep. 2005  | 2485    | –                                                                     | 200, 2000                        | – |
|      | 45           | Margerite          | 7. Apr. 2005  | 2451    | –                                                                     | 200, 500                         | – |
|      | 45           | Maiglöckchen       | 6. Mai 2010   | 2794    | –                                                                     | 200, 500                         | 2851, 1. März 2011, Markenset mit 10 nach Maiglöckchen duftenden (Duftstoffe:u. a. Benzylbenzoat und Hexylcinnamal) Marken; 4. April 2013, Rolle            |
|      | 45           | Seerose            | 11. Mai 2017  | 3303    | –                                                                     | 200, 500                         | 3376, 12. April 2018, Maxirolle mit 2000 Marken |
|      | 50           | Aster              | 2. Juni 2005  | 2463    | –                                                                     | 200, 500                         | – |
|      | 50           | Zinnie             | 2. Apr. 2020  | 3535    | –                                                                     | 200, 500                         | – |
|      | 55           | Klatschmohn        | 7. Juli 2005  | 2472    | –                                                                     | 500, 10000                       | 2477, 7. Juli 2005, Rolle |
|      | 55           | Gartenrose         | 12. Juni 2008 | 2669    | –                                                                     | 200, 500, 10000                  | 2675, 2. Januar 2009, Rolle, Großrolle 10000; 1. März 2010, Markenset mit 10 nach Rosen duftenden (Duftstoffe: D-Limonen und Geraniol) Marken               |
|      | 58           | Kuhschelle         | 6. Dez. 2012  | 2968    | –                                                                     | 200, 500                         | 2971, 6. Dezember 2012, Markenbox zu 100 oder 500 Stck. |
|      | 60           | Kaiserkrone        | 5. Dez. 2013  | 3043    | –                                                                     | 200, 500                         | 3046, 5. Dezember 2013, Markenset mit 10 Marken und Rolle                                                                                                   |
|      | 60           | Kornblume          | 1. Juli 2019  | 3468    | –                                                                     | 200, 500                         | 3481, 1. Juli 2019, Markenset mit 10 Marken und Rolle |
|      | 62           | Pfingstrose        | 4. Dez. 2014  | 3114    | –                                                                     | 200, 500                         | 3121, 4. Dezember 2014, Markenset mit 10 und Markenbox mit 500 Marken; 2. Januar 2015, Markenbox mit 100 Marken und Maxirollen mit 5.000 bzw. 10.000 Marken |
|      | 65           | Sonnenhut          | 2. März 2006  | 2524    | –                                                                     | 200                              | 2715, 2. Januar 2009, Markenset mit 5 Marken und 5 Luftpostaufklebern                                                                                       |
|      | 70           | Kartäusernelke     | 13. Apr. 2006 | 2529    | –                                                                     | 200                              | 2716, 2. Januar 2009, Markenset mit 5 Marken und 5 Luftpostaufklebern                                                                                       |
|      | 70           | Schokoladen-Kosmee | 3. Dez. 2015  | 3189    | –                                                                     | 200, 500                         | 3197, 3. Dezember 2015, Markenset; 2. Januar 2016, Maxirollen mit 5.000 bzw. 10.000 Marken                                                                  |
|      | 75           | Ballonblume        | 3. Jan. 2011  | 2835    | –                                                                     | 200, 2000                        | – |
|      | 80           | Kugelprimel        | 4. Dez. 2014  | 3115    | –                                                                     | 200                              | – |
|      | 80           | Kapuzinerkresse    | 1. Juli 2019  | 3469    | –                                                                     | 200, 500                         | 3482, 1. Juli 2019, Markenset mit 10 Marken und Rolle |
|      | 85           | Federnelke         | 4. Dez. 2014  | 3116    | –                                                                     | 200, 500                         | – |
|      | 90           | Narzisse           | 2. Jan. 2006  | 2506    | –                                                                     | 200, 500                         | 2515, 2. Januar 2006, Markenset |
|      | 90           | Johanniskraut      | 11. Mai 2017  | 3304    | –                                                                     | 200                              | – |
|      | 95           | Sonnenblume        | 3. Jan. 2005  | 2434    | –                                                                     | 500                              | – |
|      | 95           | Flockenblume       | 1. Juli 2019  | 3470    | –                                                                     | 200, 500                         | 3483, 1. Juli 2019, Markenset mit 10 Marken und Rolle |
|      | 100          | Tränendes Herz     | 13. Juli 2006 | 2547    | –                                                                     | 200                              | 3034, 10. Oktober 2013, Folienblatt |
|      | 100          | Alpenveilchen      | 1. März 2018  | 3365    | –                                                                     | 200                              | – |
|      | 110          | Wild-Gladiole      | 1. Juli 2019  | 3471    | –                                                                     | 200                              | 3489, 1. August 2019, Markenset mit 10 Marken |
|      | 120          | Traubenhyazinthe   | 1. März 2019  | 3447    | –                                                                     | 200                              | – |
|      | 145          | Schwertlilie       | 2. Jan. 2006  | 2507    | –                                                                     | 200, 500                         | – |
|      | 145          | Jungfer im Grünen  | 2. Jan. 2018  | 3351    | –                                                                     | 200, 500                         | – |
|      | 155          | Buschwindröschen   | 1. Juli 2019  | 3472    | –                                                                     | 200, 500                         | 3484, 1. Juli 2019, Rolle und Markenset mit 10 Marken |
|      | 170          | Stiefmütterchen    | 1. Juli 2019  | 3473    | –                                                                     | 100                              | – |
|      | 180          | Akelei             | 5. Juni 2014  | 3082    | –                                                                     | 200                              | – |
|      | 190          | Löwenmäulchen      | 1. Juli 2019  | 3474    | –                                                                     | 100                              | – |
|      | 200          | Goldmohn           | 9. Nov. 2006  | 2568    | –                                                                     | 200                              | – |
|      | 200          | Purpur-Knautie     | 6. Aug. 2020  | 3556    | –                                                                     | 200                              | – |
|      | 220          | Edelweiß           | 13. Apr. 2006 | 2530    | –                                                                     | 200                              | – |
|      | 220          | Hauswurz           | 11. Okt. 2018 | 3414    | –                                                                     | 100                              | – |
|      | 240          | Prachtkerze        | 6. Dez. 2012  | 2969    | –                                                                     | 200                              | – |
|      | 250          | Alpendistel        | 2. Jan. 2016  | 3199    | –                                                                     | 200                              | – |
|      | 260          | Madonnenlilie      | 11. Feb. 2016 | 3207    | –                                                                     | 200                              | – |
|      | 270          | Habichtskraut      | 1. Juli 2019  | 3475    | –                                                                     | 100                              | 3490, 1. August 2019, Markenset mit 10 Marken |
|      | 345          | Vergissmeinnicht   | 10. Aug. 2017 | 3324    | –                                                                     | nur 10er Bogen                   | – |
|      | 370          | Fingerhut          | 2. Nov. 2019  | 3501    | –                                                                     | 100                              | – |
|      | 379          | Kokardenblume      | 12. Juli 2018 | 3399    | –                                                                     | 100                              | – |
|      | 390          | Feuerlilie         | 4. Mai 2006   | 2534    | –                                                                     | 100, 200                         | – |
|      | 395          | Purpurglöckchen    | 4. Dez. 2014  | 3117    | –                                                                     | 100                              | – |
|      | 400          | Fuchsie            | 3. Dez. 2015  | 3190    | –                                                                     | 100                              | – |
|      | 410          | Frauenschuh        | 2. Jan. 2010  | 2768    | –                                                                     | 200                              | – |
|      | 430          | Rittersporn        | 3. Jan. 2005  | 2435    | –                                                                     | 200                              | – |
|      | 440          | Türkenbund         | 4. Dez. 2014  | 3118    | –                                                                     | 100                              | – |
|      | 450          | Bienen-Ragwurz     | 3. Dez. 2015  | 3191    | –                                                                     | 100                              | – |
|      | 500          | Enzian             | 7. Juli 2011  | 2877    | –                                                                     | 100                              | – |